# 舒瓦瑟爾省
舒瓦瑟爾省（Choiseul Province）是所羅門群島西北部的一個省，主島為舒瓦瑟爾島。面積3,837 平方公里，1999年人口20,008人。首府塔羅。